# Van Galen (Schiff, 1929)
Die Van Galen war ein niederländischer Zerstörer der Admiralen-Klasse, der 1929 bei der Königlich Niederländischen Marine in Dienst gestellt wurde. Sie war das dritte nach dem Admiral Johan van Galen benannte Kriegsschiff der niederländischen Marine. Der Zerstörer diente bis 1939 in den Gewässern von Niederländisch-Indien und wurde dann in die Heimat verlegt. Das drei Tage vor dem deutschen Angriff auf die Niederlande in der Heimat eingetroffene Schiff wurde beim Versuch, in die Kämpfe einzugreifen, von der deutschen Luftwaffe schwer beschädigt und von der eigenen Besatzung schließlich versenkt.

## Geschichte
Der Zerstörer wurde am 28. Mai 1927 als erstes Schiff der zweiten Gruppe der Admiralen-Klasse zusammen mit dem Schwesterschiff Witte de With bei der Fijenoord-Werft in Rotterdam auf Kiel gelegt und lief am 28. Juni 1928 vom Stapel. Am 22. Oktober 1929 wurde das Schiff in Dienst gestellt und war, wie die Schiffe der ersten Gruppe für den Dienst in Niederländisch-Indien vorgesehen.
Die vier Zerstörer der zweiten Gruppe der Admiralen-Klasse unterschieden sich nur geringfügig von den Schiffen der 1925 begonnenen ersten Gruppe. Sie verfügten nur noch über eine 7,5-cm-Flak, erhielten aber je vier moderne 4,0-cm-L/60-Bofors-Geschütze. Auch waren sie nicht für einen Einsatz als Minenleger vorbereitet. Die Bunkerkapazität der neuen Zerstörer war etwas größer als bei den Einheiten der ersten Gruppe.

## Einsätze
Der Zerstörer wurde, wie alle Schiffe der Klasse, in Niederländisch-Indien stationiert. Neben Ausbildung und Übungen im niederländischen Kolonialgebiet wurden auch außerhalb Aufgaben wahrgenommen. So verließ am 22. Februar 1932 die Van Galen Surabaya, um niederländische Interessen in Shanghai zu wahren. Im April kehrte der Zerstörer von diesem Auftrag zurück. Am 16. August 1937 wurde der Zerstörer erneut nach Shanghai entsandt, um 150 Marinesoldaten an Land zu setzen, die europäische Bürger und deren Interessen schützen sollten. Auch nahm der Zerstörer an Repräsentationsaufgaben teil, wie einem Besuch von Saigon in Französisch-Indochina am 16. November 1935 mit dem Schwesterschiff Witte de With und dem Kreuzer Sumatra.

## Das Ende derVan Galen
Anfang 1940 wurde die Van Galen in die Heimat zurückbefohlen. Am 8. Mai 1940 erreichte der Zerstörer die Niederlande.
Am 10. Mai 1940 erfolgte dann der deutsche Überfall auf die Niederlande. Der gerade zurückgekehrte Zerstörer befand sich im Hafen von Den Helder. Der Van Galen wurde befohlen, in die Kämpfe bei Rotterdam einzugreifen. Während der Fahrt nach Rotterdam wurden auf der Höhe von Ter Heijde einige deutsche Seeflugzeuge am Strand gesehen. Van Galen eröffnete das Feuer und zerstörte einige. Am Nachmittag steuerte die Van Galen bei Hoek van Holland den Nieuwe Waterweg nach Rotterdam an. In der Nähe von Vlaardingen wurde das Schiff von Bombern des deutschen Kampfgeschwaders 4 angegriffen. Wegen technischer Probleme waren die 4,0-cm-Geschütze nicht einsatzbereit und es konnten nur die 12,7-mm-Maschinengewehre zur Abwehr der Angreifer eingesetzt werden. Obwohl keine der rund 30 Bomben traf, wurde das Schiff schwer beschädigt. Dampfleitungen rissen und Schotten brachen. Ein Besatzungsmitglied starb und mehrere wurden verletzt. Der Kommandant lief am rechten Ufer der Maas Merwehaven in Rotterdam an. Die Überprüfung des Schiffs zeigte, dass das Schiff für die weitere Kriegsführung nicht mehr nutzbar war. So versenkte die Besatzung am 12. Mai die Van Galen.
Am 23. Oktober 1941 wurde die Van Galen von den deutschen Besatzern gehoben und nach negativer Untersuchung auf weitere Nutzbarkeit in Hendrik-Ido-Ambacht verschrottet.
Zu Ehren des Einsatzes des Zerstörers und seiner Besatzung erhielt der erste 1941 von der Royal Navy angekaufte Zerstörer der N-Klasse wieder den Namen Van Galen.